# カツラガワスゲ
カツラガワスゲ Carex subtumida (Kük.) Ohwi はカヤツリグサ科スゲ属の植物の1つ。ジュズスゲに似たもので、果胞が少し立つように着き、また雄花に雄しべが1本しかない。日本ではほぼ愛媛県桂川渓谷の特産となっている。

## 特徴
多年生の草本。根茎は短く、茎や葉は纏まって生じる。草丈は花茎の高さが30 - 90cmに達する。葉は幅4 - 8mm。基部には葉身のない鞘があり、鞘は赤紫色に着色している。
花期は5月から6月。花序は花茎の先端近くに集まった小穂からなり、頂小穂は雄性で側小穂は雌性。頂生の雄小穂は線形で長さが2 - 5cm、幅は約1mmしかない。雄花鱗片は長さ1.5 - 2mmで両端は内側に巻き込まれており、その内側には1本だけの雄しべを含む。雌小穂は長さ2 - 6cmで幅は約4mm。雌花鱗片は長さ約1mmで、これは果胞の長さの1/5から1/4にしかならず、先端は丸いか鈍く尖っている。果胞は長さ3 - 3.5mmで、先端方向は次第に狭まって嘴になり、その先の口部は切り落とされた形になっている。果胞は成熟すると主軸に対して大きい角度になり(開出)、また乾燥すると褐色に変わる。
和名は日本での発見地である桂川渓谷に基づくと思われる。

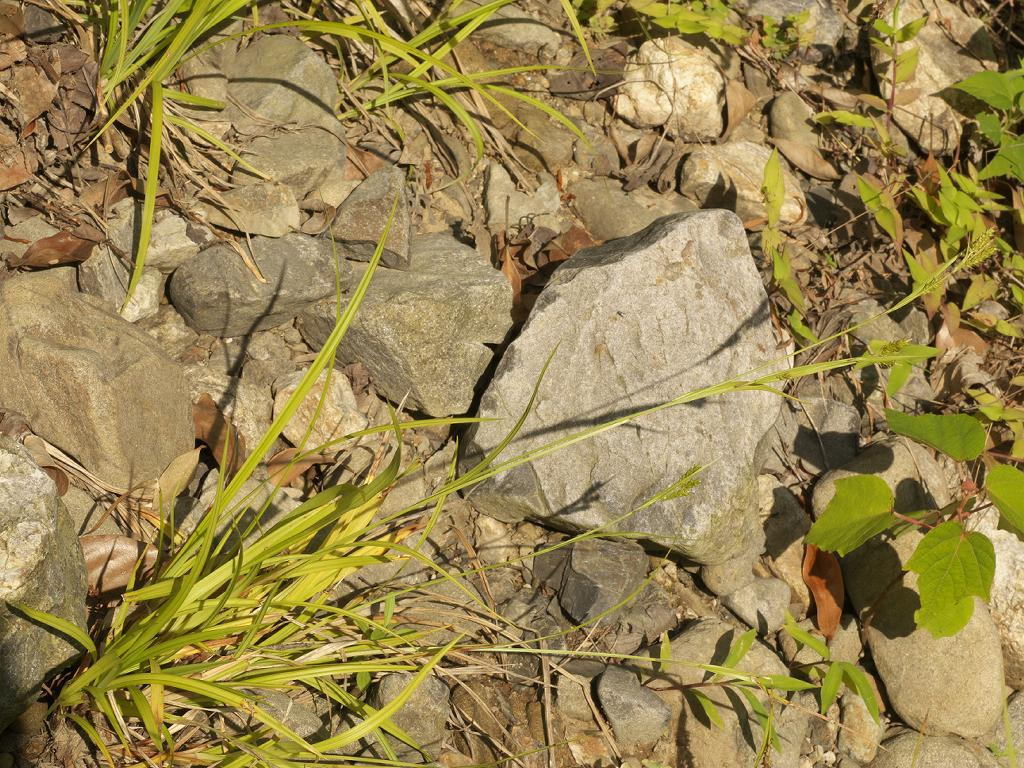
河川敷に生育しているもの
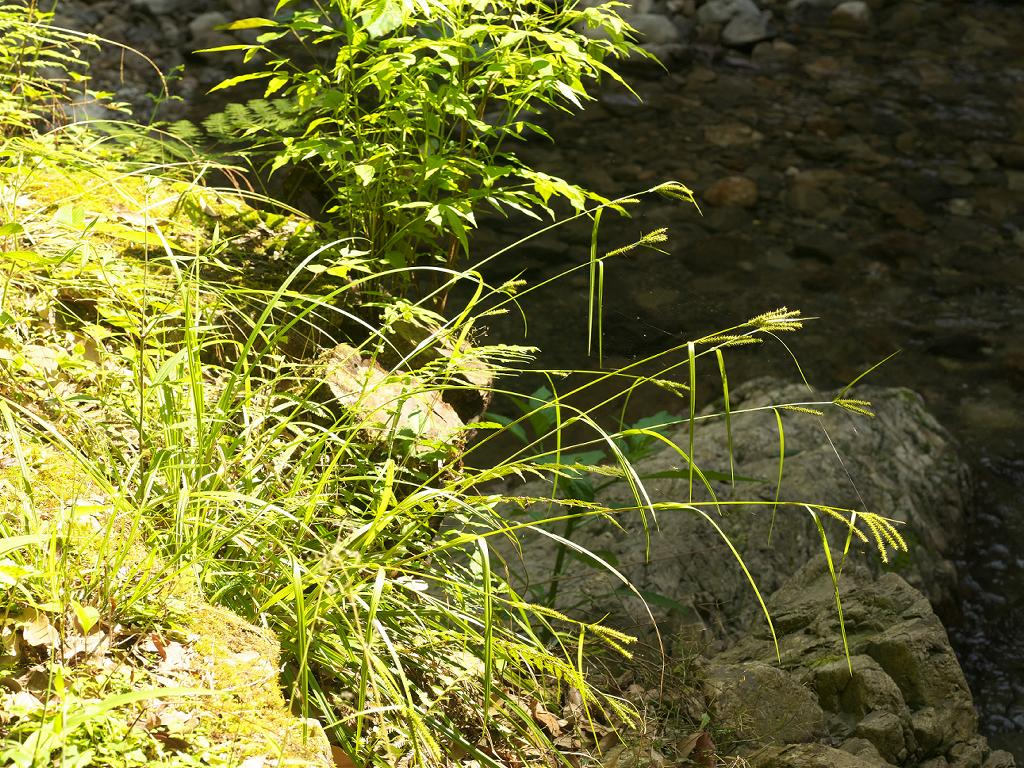
渓流沿いの岩の上に生えている様子
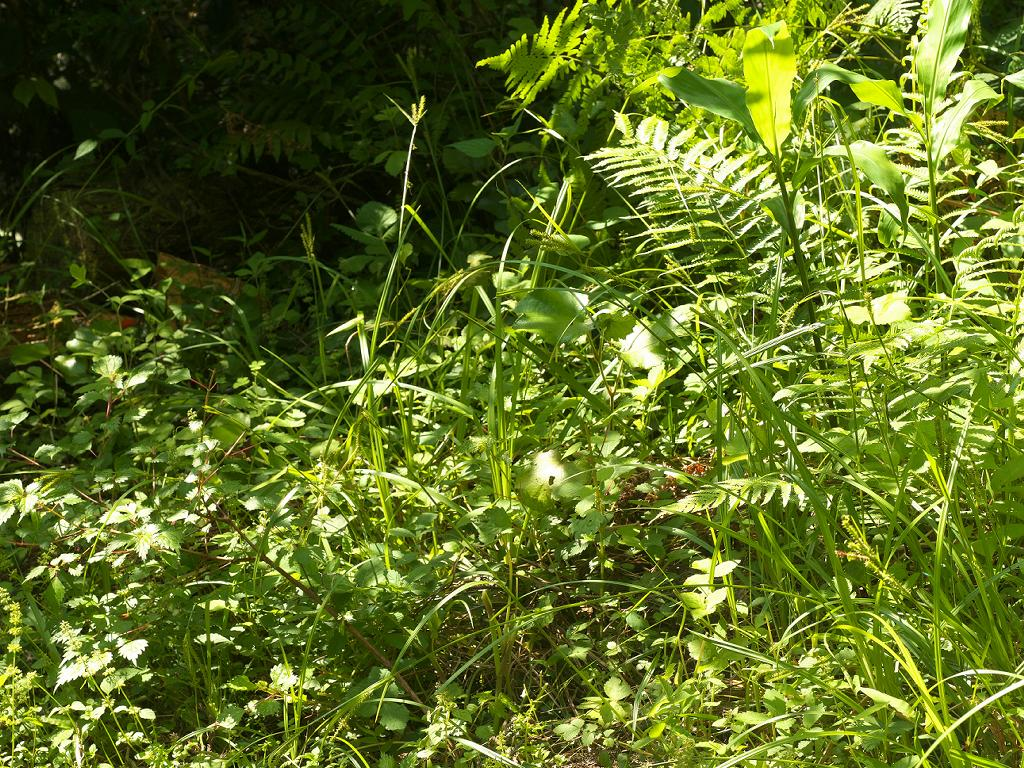
湿った道路脇に生育している様子
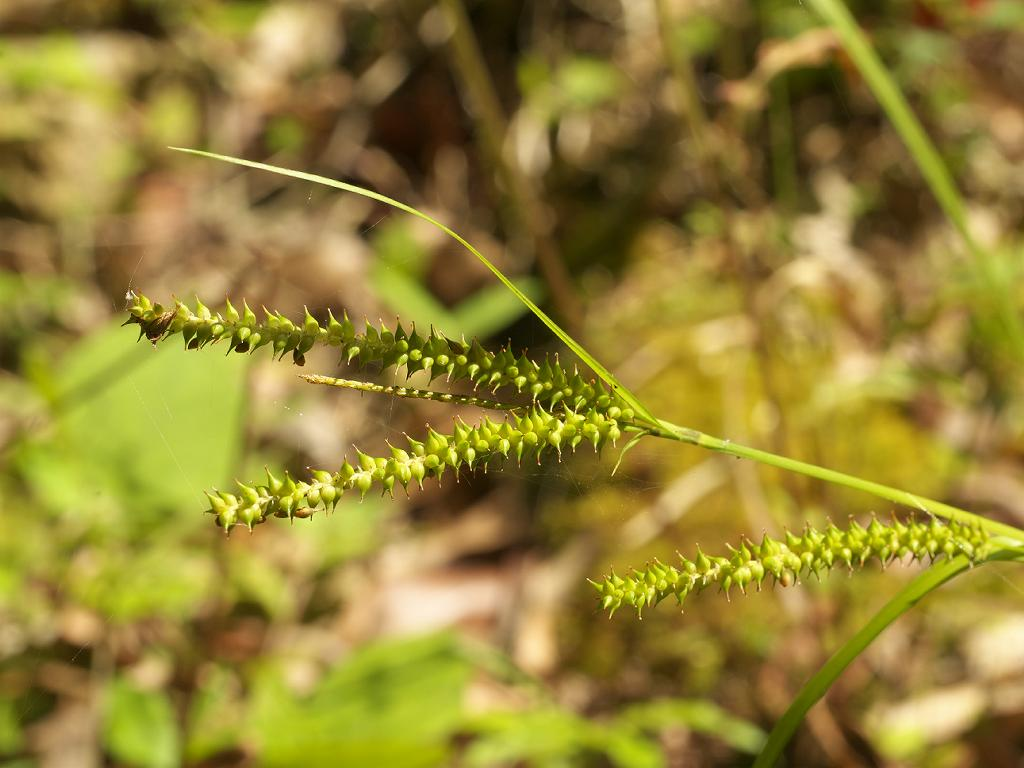
小穂の様子
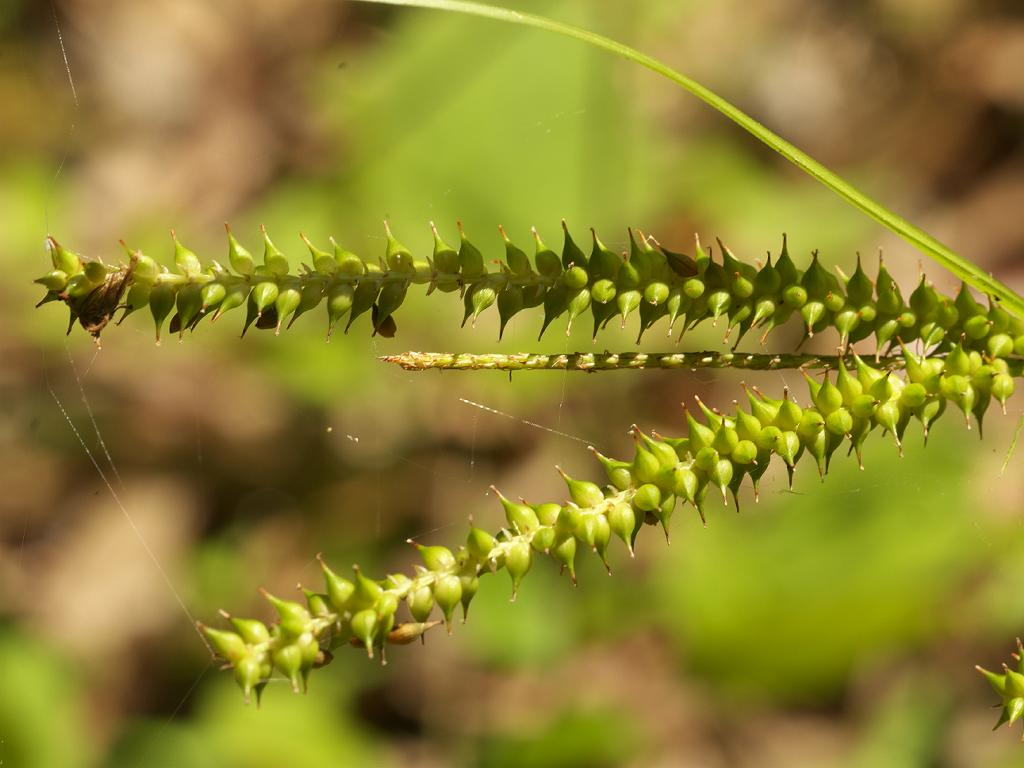
雄小穂と雌小穂の拡大像

## 分布と生育環境
本種は当初には中国で発見されたもので、日本では愛媛県のみで報告されている。発見されたのは西予市の桂川渓谷で、現在はその主流に当たる肱川の流域にも点々と生育地が見つかっている。
河川敷、あるいは川岸に生える。実際には水流から多少離れた場所まで生育が見られるようである。乾燥した河川敷では小さくまとまった姿で、湿潤な渓流沿いではよりのびのびした姿で生育している。

## 分類、類似種など
本種は頂小穂は雄性、側小穂が雌性、苞に鞘があり、果胞は乾くと褐色に変色する、といった特徴から勝山(2015)ではジュズスゲ節 Sect. Ishnostachyae に含めている。この節には日本にはもう1種、ジュズスゲ C. ishnostachya が含まれている。と言うか、従来はこの種のみが知られていたところに本種が追加された形である。ジュズスゲは北海道から九州まで広く分布する普通種で、変種としてオキナワジュズスゲ var. fastigiata も知られるが、両者の違いは大きくない。変種の方は本州南部から南西諸島まで分布がある。
この種と本種との違いは、本種の方がやや大きくなること、雄小穂の鱗片が内巻きしていること、その内部に雄しべが1本しかないこと、雌小穂の鱗片がごく小さくて果胞の基部に隠れてしまうこと、それに果胞が熟するとやや立ち上がること（ジュズスゲでは成熟しても果胞が主軸に沿うようになっている）などがあげられる。
なお、スゲ属の種の区別では雌花関連(雌小穂、果胞や痩果の特徴など)が採り上げられることが多く、雄花関連はあまり触れられないことが多い中、本種では雄しべが1本しかないという目立った特徴があり、これはこの類ではちょっと数少ないものである。

## 保護の状況
環境省のレッドデータブックでは指定がなく、県別では愛媛県で絶滅危惧I類に指定されている。国での指定がないのは不思議だが、これは何しろ発見が新しいので間に合っていないのかもしれない。愛媛県においては当初は絶滅危惧IA類に指定していたものを、2014年版の見直しで絶滅危惧IB類に格下げしたとしており、これは近隣地域での新産地や新個体の発見があったものに依るという。
なお、本種は発見地である桂川渓谷の名を冠し、どうやらこの地域の特産種としては唯一のものでもあるようで、この地域の宣伝などには本種の名が小さいながらも看板的に扱われているが、それらは地元提示のものがほとんどで、地域外からの紹介では取り上げられていないことが多い。また理解も十分とは思えず、示されている写真がどうも別種であるようなサイトも見られる。しかし何しろスゲ属のものがこんなふうに取り上げられること自体が珍しいので、その辺り、いずれ方面ももう少し頑張って欲しい。